# Carsten Glud
Carsten Glud (14 de junio de 1970) es un deportista danés que compitió en remo. Ganó una medalla de oro en el Campeonato Mundial de Remo de 1995, en la prueba de ocho con timonel ligero.

## Palmarés internacional
| Campeonato Mundial | Campeonato Mundial  | Campeonato Mundial | Campeonato Mundial      |
| Año                | Lugar               | Medalla            | Prueba                  |
| ------------------ | ------------------- | ------------------ | ----------------------- |
| 1995               | Tampere (Finlandia) | Medalla de oro     | Ocho con timonel ligero |